# 경양방죽
경양방죽(景陽防―)은 광주광역시 동구 계림동 옛 시청 일대에 있던 인공 호수이다. 1440년(세종 22년) 세종의 농공정책의 일환으로 김방을 시켜 3년 만에 완공하였다고 하나, 이는 확실하지 않다. 1930년대 중반에 1차 매립 공사를 진행하였고, 1960년대 말에 방죽 옆에 있던 신안동의 태봉산을 모조리 헐어서 조달한 흙으로 2차 매립 공사를 진행하여, 현재는 완전히 사라졌다. 태봉산도 경양방죽처럼 흔적 없이 사라졌다.

## 같이 보기
- 경양천